# Балан Денис Дмитрович
Денис Дмитрович Балан (нар. 18 серпня 1993, Одеса) — український футболіст, правий захисник клубу «Верес».

## Біографія
Вихованець одеського футболу. Розпочав футбольне навчання в ДЮСШ-11, а 2009 року перейшов у школу київського «Динамо».
З літа 2010 року перебував в структурі «Динамо» (Київ), де перші два сезони виступав за молодіжну команду.
Влітку 2012 року на правах оренди перейшов в дніпропетровське «Дніпро», де до кінця року грав за молодіжну команду, після чого повернувся в Київ, де був заявлений за «Динамо-2» (зіграв 9 матчів).
Потім у Другій лізі виступав у складі одеської «Реал Фарми» (25 матчів, 1 гол). У 2005-2007 роках грав за «Черкаський Дніпро» — 33 матчі. 
Влітку 2017 року перейшов до одеського «Чорноморця». 30 липня 2017 року дебютував у Прем'єр-лізі в матчі проти «Маріуполя» (0:3). Всього у липні-серпні Балан зіграв три матчі у Прем’єр-Лізі України, але через звільнення головного тренера клубу Олександра Бабича покинув клуб і незабаром повернувся до першої ліги, ставши гравцем «Інгульця». За чотири роки кар'єри в клубі із Петрового провів 85 матчів, в  яких відзначився трьома голами. Разом із командою в сезоні 2019-20 здобув путівку до Прем'єр-ліги.
У липні 2021 року підписав дворічний контракт із першоліговим криворізьким Кривбасом. Утім, через збройну агресію росії у лютому 2022-го покинув склад команди і перебрався до словацького ВіОна (Злате Моравце). Після шести ігор у Фортуна лізі повернувся до України і 21 грудня став гравцем рівненського «Вереса», підписавши із рівнянами півторарічний контракт.

## Статистика виступів
| Сезон                        | Команда                      | Турнір                       | Матчі | Голи |
| ---------------------------- | ---------------------------- | ---------------------------- | ----- | ---- |
| 2010–2011                    | Динамо (Київ)                | дубль                        | 22    | 0    |
| 2011–2012                    | Динамо (Київ)                | дубль                        | 11    | 0    |
| 2012–2013                    | Дніпро (Дніпропетровськ)     | дубль                        | 18    | 1    |
| 2012–2013                    | Динамо-2 (Київ)              | Перша ліга                   | 8     | 0    |
| 2013–2014                    | Динамо-2 (Київ)              | Перша ліга                   | 1     | 0    |
| Загалом за Динамо-2 (Київ)   | Загалом за Динамо-2 (Київ)   | Загалом за Динамо-2 (Київ)   | 9     | 0    |
| 2013–2014                    | Реал Фарма (Овідіополь)      | Друга ліга                   | 4     | 0    |
| 2014–2015                    | Реал Фарма (Овідіополь)      | Друга ліга                   | 21    | 2    |
| Загалом за Реал Фарму        | Загалом за Реал Фарму        | Загалом за Реал Фарму        | 25    | 2    |
| 2015–2016                    | Черкаський Дніпро            | Перша ліга                   | 9     | 0    |
| 2016–2017                    | Черкаський Дніпро            | Перша ліга                   | 24    | 0    |
| Загалом за Черкаський Дніпро | Загалом за Черкаський Дніпро | Загалом за Черкаський Дніпро | 33    | 0    |
| 2017–2018                    | Чорноморець                  | Прем'єр-ліга                 | 3     | 0    |
| 2017-18                      | «Інгулець»                   | Перша ліга                   | 22    | 0    |
| 2018-19                      | «Інгулець»                   | Перша ліга                   | 15    | 0    |
| 2019-20                      | «Інгулець»                   | Перша ліга                   | 26    | 1    |
| 2020-21                      | «Інгулець»                   | Прем'єр-ліга                 | 22    | 2    |
| Загалом за «Інгулець»        | Загалом за «Інгулець»        | Загалом за «Інгулець»        | 85    | 3    |
| 2021-22                      | Кривбас                      | Перша ліга                   | 16    | 0    |
| 2022                         | «ВіОн» (Злате Моравце)       | Фортуна ліга                 | 6     | 0    |
| 2022-23                      | «Верес»                      | Прем'єр-ліга                 | 10    | 0    |
| 2023-24                      | «Верес»                      | Прем'єр-ліга                 | 18    | 1    |

Прем'єр-ліга: 53 матчі - 3 голи;.
Перша ліга: 121 гра - 1 гол;
Друга ліга: 25 матчів - 2 гола

### За збірну
| Сезон | Команда          | Турнір    | Матчі | Голи |
| ----- | ---------------- | --------- | ----- | ---- |
| 2009  | Юнацька збірна   | чемпіонат | 13    | 0    |
| 2010  | Юнацька збірна   | чемпіонат | 7     | 0    |
| 2010  | Юніорська збірна | чемпіонат | 4     | 0    |
| 2011  | Юніорська збірна | чемпіонат | 9     | 0    |
| 2012  | Юніорська збірна | чемпіонат | 5     | 0    |